# 魔鬼講給孫子的故事
《魔鬼講給孫子的故事》（Beelzebub's Tales to His Grandson或An Objectively Impartial Criticism of the Life of Man）是希臘-亞美尼亞混血暨神秘學家葛吉夫撰寫的《萬有一切》第一冊，以下簡稱《魔鬼》。《萬有一切》三部曲還包括《與奇人相遇 （页面存档备份，存于）》（原文初版發行於1963年）及《生命只有在成為「我是」之後才會是真的》（原文初版發行於1973年）。
因為這本書是為了研修葛吉夫教誨而寫的主要工具，而其教誨的核心又是「（對自己）下功夫」，因此，他將這本書寫得「又臭又長」，如此讀者非得費盡心力才能讀懂它。葛吉夫本人曾說：「我把骨頭埋得如此之深，想要的狗兒得拼命扒掘才行。」本書內容包羅萬象，涵蓋了大量主題和問題，它採取結構恢弘的寓言式神話體裁寫成。
《魔鬼》的故事情節主要圍繞著外星生命體「別西卜」和他的孫子哈欣（Hassein）在搭乘太空梭「卡爾那克號」（Karnak）回到別西卜的母行星「卡拉塔斯」（Karatas）時，別西卜對哈欣敘述的省思，主要是關於別西卜身在地球「三腦人」之中遇到的冒險和痛楚。別西卜詳述了這些生命體展現的奇怪行徑和風俗的整段歷史。
《魔鬼》一書被納入馬丁·西摩-史密斯的《史上最有影響力的百大叢書》之列，本書被評論為：「...融東西方思想於一爐，前所未見的說服力。」

## 《萬有一切》總覽
在《萬有一切》三部曲的前言簡介部分，葛吉夫為各部曲寫了他的出版緣由：
第一系列：有三本，書名為《魔鬼講給孫子的故事》或《公正客觀批評人的生命》
第二系列：有三本，書名為《與奇人相遇》
第三系列：有四本，書名為《生命只有在成為「我是」之後才會是真的》
全系列均按全新邏輯推演原則所寫，且嚴密導向下列三個根本問題的解答：
第一系列：透過閱讀時的心理狀態和感覺，毫不留情、沒有任何妥協地摧毀數百年來根植於讀者（有關世間萬象）的信念和觀點。
第二系列：旨在使讀者熟悉創造新事物所需的物質，證明其堅實牢固和良好品質。
第三系列：透過閱讀時的心理狀態和感覺，協助提升讀者覺知真實世界名副其實、非為荒誕不經的表徵（表示象徵），而非他們現下覺知到的幻象世界的表徵。

## 註記
1. 1 2  因尚無中譯出版，書名翻譯莫衷一是，也有譯為《別希普講給孫子的故事》、《別西卜講給孫子的故事》、《魔鬼說給孫子的故事》的。
2. 1 2  因尚無中譯出版，暫譯為《公正客觀批評人的生命》或《對人的生命的客觀公正的評論》。
3. 1 2  原題Life is Real Only Then, When‘I Am’，因尚無中譯本問世，簡繁中譯書名繁多，略舉一二：《我存在，生命方真》、《唯有我存在生命方真》、《唯當我存在，生命方真》、《只有「我在」時，生命才是真實的》、《真實人生僅在當刻》
4. ↑  參見葛吉夫著作
5. ↑  參見葛吉夫自我發展
6. ↑  .   [2016-02-06]. （原始内容存档于2021-01-27）.
7. ↑  Shirley, John. . Tarcher. 2004: 43. ISBN 1-58542-287-8.
8. ↑  譯按：第四道的「三腦」指的是「三個中心」，即理智中心、情感中心和本能-運動中心。
9. ↑  Seymour-Smith, Martin. . C Trade Paper. 2001: 447–452. ISBN 0-8065-2192-9.
10. ↑  原文 To acquaint the reader with the material required for a new creation and to prove the soundness and good quality of it.
11. ↑  譯按：應指「看穿事物的表象，洞察事件背後的真實意涵」之意。
12. ↑  原文  To assist the arising, in the mentation and in the feelings of the reader, of a veritable, non-fantastic representation not of that illusory world which he now perceives, but of the world existing in reality.

## 外部連結
- 《萬有一切：魔鬼講給孫子的故事》書中人物簡介 （页面存档备份，存于）